# Kurenkovia magna
Kurenkovia magna (лат.) — вид кольчатых малощетинковых червей, единственный в составе рода Kurenkovia из семейства Lumbriculidae отряда Lumbriculida (Annelida: Clitellata). Назван в честь советского биолога И. И. Куренкова.

## Распространение
Камчатский край, Россия. Обнаружен в реке Карымай, притоке реки Большой.

## Описание
Мелкие кольчатые черви, длина тела 27—32 мм, диаметр 2 мм. На сегментах тела по 4 пучка из двух щетинок каждый(по два пучка брюшных и латеральных). Головная лопасть округлённая, короткая, без придатков. Поясок находится на IX—XI сегментах.

## Систематика
Вид Kurenkovia magna и род Kurenkovia были впервые описаны в 1969 году советским зоологом Н. Л. Сокальской и в 1983 году выделены в отдельные семейство Kurenkovidae Sokolskaja, 1983 из отряда Lumbriculida. Впоследствии вид был помещен в Lumbriculidae на основании (морфологического) кладистического анализа Brinkhurst (1989). Морфология репродуктивной системы Kurenkovia оказывается ближе к Limpluvia setoensis из монотипического семейства Limpluvidae.